# Resolution 2728 des UN-Sicherheitsrates
Die Resolution 2728 des UN-Sicherheitsrates wurde am 25. März 2024 auf der 9586. Sitzung des UN-Sicherheitsrates mit 14 Stimmen ohne Gegenstimme angenommen, mit einer Enthaltung (Vereinigte Staaten).

## Inhalt
Die Resolution
- verlangt für den Gazastreifen eine sofortige Waffenruhe für den Fastenmonat Ramadan  (Ramadan 2024: 10. März – 9. April),
- verlangt die sofortige und bedingungslose Freilassung aller Geiseln,
- unterstreicht die dringende Notwendigkeit, den Fluss der humanitären Hilfe für die Zivilbevölkerung im gesamten Gazastreifen auszuweiten.

## Vorgeschichte
In dem ersten halben Jahr nach dem Überfall der Hamas auf Israel am 7. Oktober 2023, bei dem auf israelischer Seite über 1100 Menschen getötet und mehr als 250 Menschen als Geiseln gefangengenommen wurden, wurden bei den israelischen Militäroperationen mehr als 32 000 Palästinenser, meistens Frauen und Kinder, getötet und mehr als 1,7 Mio. aus ihren Wohngebieten vertrieben. 
Monatelang gelang es im UN-Sicherheitsrat nicht, eine Resolution mit einem Aufruf zur Waffenruhe zu verhandeln. Am 8. Dezember 2023 war die Verabschiedung einer Resolution (S/2023/970) des Sicherheitsrats mit der Forderung nach einer sofortigen humanitären Waffenruhe in Gaza am Veto der USA gescheitert, genau wie der Resolutionsentwurf S/2024/173 am 20. Februar 2024.
Der Resolutionsentwurf S/2024/239 der USA wurde am 22. März 2024 aufgrund der Gegenstimmen von den zwei ständigen Mitgliedern China und Russland nicht verabschiedet.
Erst mit der Resolution 2728 gelang es zu einer völkerrechtlich verbindlichen, wenn auch nur befristeten Waffenruhe aufzurufen.

## Reaktionen
Die USA enthielten sich bei der Abstimmung der Resolution 2728 und begründeten es damit, dass in ihr die Hamas nicht verurteilt wird. Die Resolution sei sowieso „nicht bindend“. Das ist jedoch völkerrechtlich nicht zutreffend.
Israels Ministerpräsident Benjamin Netanjahu sagte als Reaktion auf die Resolution eine geplante US-Reise einer israelischen Delegation ab. Benny Gantz, Mitglied im israelischen Kriegskabinett, erklärte, dass das UN-Votum keine operative Bedeutung für Israel habe. Am 26. März griff die israelische Luftwaffe weiter über 60 Ziele im Gazastreifen an. Rettungskräfte in Rafah meldeten, bei einem der Luftangriffe sei ein Wohnhaus getroffen worden, in dem sich drei Familien aufgehalten hätten. 18 Menschen seien getötet worden, darunter neun Kinder. Der israelische Minister für nationale Sicherheit Itamar Ben-Gvir sagte: „Die Entscheidung des UN-Sicherheitsrates beweist, was seit jeher bekannt ist: es handelt sich um eine antisemitische Institution mit einem antisemitischen Generalsekretär, der die Hamas zum totalen Sieg ermutigt.  […] Genau nach dieser Entscheidung müssen wir die Intensität des Krieges erhöhen und weiterhin mit aller Kraft und um jeden Preis dafür kämpfen, die Hamas zu besiegen.“
Die Hamas forderte weiterhin einen umfassenden Waffenstillstand und den Rückzug israelischer Truppen aus Gaza.